# Alois Rainer
Alois Georg Josef Rainer, né le 7 janvier 1965 à Straubing en Allemagne, est un homme politique de l'Union chrétienne-sociale de Bavière (CSU), membre du Bundestag depuis 2013.

## Carrière politique
Né à Straubing, Alois Rainer devient membre du Bundestag lors des élections fédérales allemandes de 2013. Entre 2013 et 2019, il siège à la commission du budget, à la commission de l'alimentation et de l'agriculture ainsi qu'à la commission d'audit ; à ce titre, il est le rapporteur de son groupe parlementaire sur le budget annuel du ministère fédéral de la Famille, des Personnes âgées, de la Femme et de la Jeunesse. De 2019 à 2021, il est président de la commission des transports et des infrastructures numériques.
Depuis les élections de 2021, Rainer préside la commission des finances.

## Vie privée
Rainer est le frère cadet de la femme politique Gerda Hasselfeldt.